# Capnia melia
Capnia melia är en bäcksländeart som beskrevs av Theodore Henry Frison 1942. Capnia melia ingår i släktet Capnia och familjen småbäcksländor. Inga underarter finns listade i Catalogue of Life.